# Eutychianism
Eutychianismen är en kristologisk lära uppkallad efter Eutyches (cirka 378–454), som var arkimandrit i ett kloster i Konstantinopel. 
Eutyches hävdade att Kristus efter människoblivandet blott utgjorde en natur, och att hans mänsklighet inte var av samma väsen som vår. Detta uppfattades som monofysitism av motståndarna, och Eutyches exkommunicerades. Vid konciliet i Chalkedon 451 avvisades eutychianismen slutgiltigt.